# Derek Cole
Derek Cole (Derek George Cole; * 10. Juni 1951) ist ein ehemaliger britischer Sprinter.
Bei den British Commonwealth Games 1974 in Christchurch wurde er mit der englischen Mannschaft Sechster in der 4-mal-100-Meter-Staffel.
Seine persönliche Bestzeit über 100 m von 10,4 s stellte er am 19. Juni 1974 in Warschau auf.